# Забелин, Филипп Гаврилович
Филипп Гаврилович Забелин (1874 — ?) — крестьянин, депутат Государственной думы II созыва от Тульской губернии.

## Биография

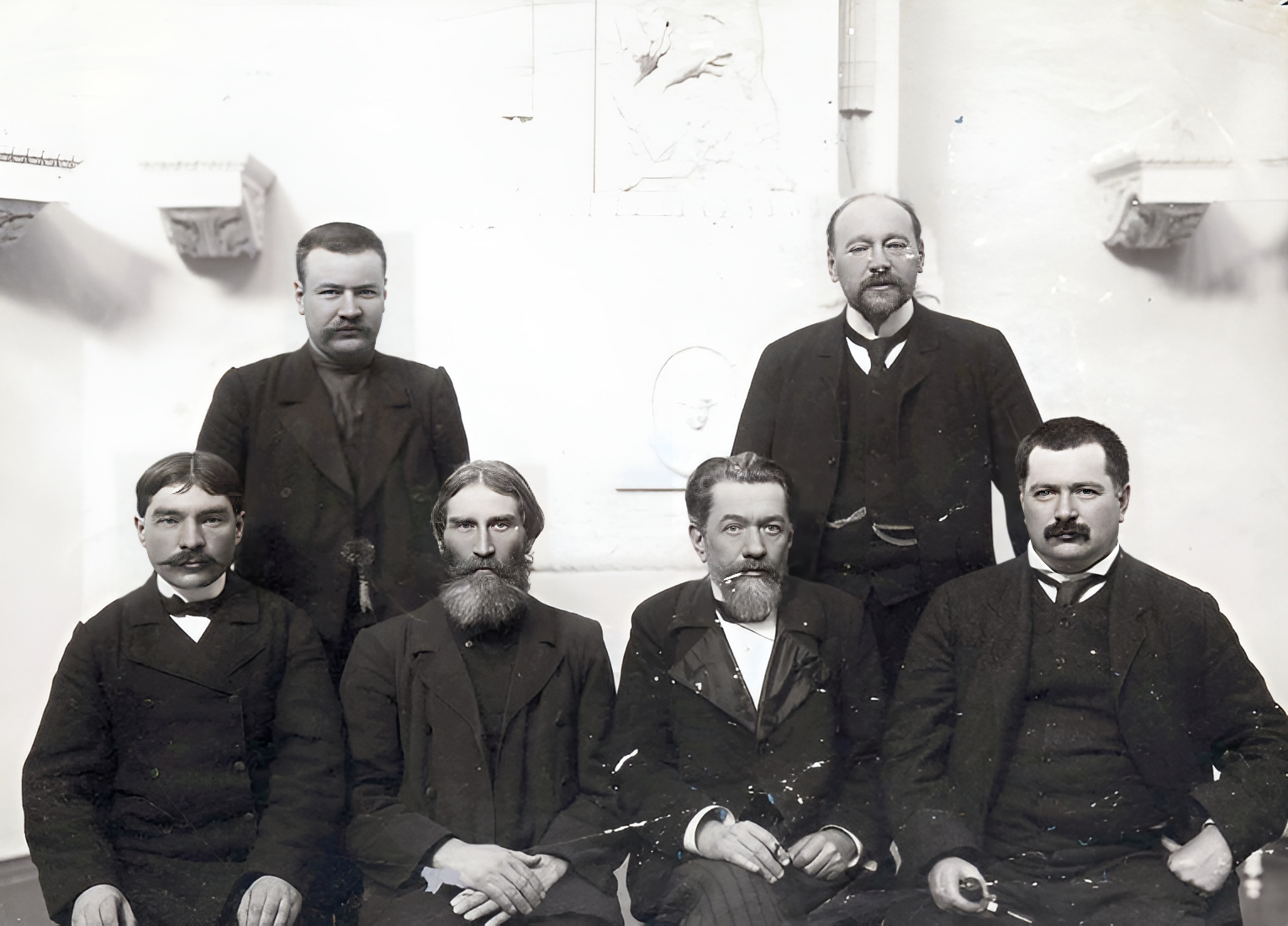
Депутаты Государственной думы II созыва от Тульской губернии. Стоят: Чинков П. Н., Урусов А. П.; сидят: Забелин Ф. Г., Михайлин Н. Н., Воронцов-Вельяминов И. А., Бобринский В. А.

Крестьянин села Скородное Новосильского уезда Тульской губернии. Получил образование в сельской школе. Работал писарем и счетоводом в кредитных товариществах. Занимался земледелием на участке в 5 десятин надельной земли. Домовладелец, дом с постройками оценён в 1 тысячу рублей. Годовой заработок составлял  300 рублей. На момент выборов в Думу беспартийный.
7 февраля 1907 избран в Государственную думу II созыва от общего состава выборщиков Тульского губернского избирательного собрания. Вошёл в состав в Конституционно-демократическую фракцию. Членом комиссий Думы не был.
Дальнейшая судьба и дата смерти неизвестны.

### Рекомендуемые источники
- Российский государственный исторический архив. Фонд 1278, Опись 1 (2-й созыв). Дело 155; Дело 537. Лист 13, 14.